# Мацулевич, Леонид Антонович
Леонид Антонович Мацулевич (7 ноября 1886, Санкт-Петербург — 22 мая 1959, Ленинград) — советский археолог и искусствовед, профессор Ленинградского университета, член-корреспондент АН Грузинской ССР (1946).

## Биография
Выпускник историко-филологического факультета Петербургского университета (1911), ученик Н. П. Кондакова и Д. В. Айналова. Оставлен при университете для подготовки к профессорскому званию. С 1912 года преподавал историю искусства на Высших женских архитектурных курсах Багаевой.
Участник Первой мировой войны (1914—1917), доброволец, служил в 11-м пулеметно-автомобильном взводе.
С 1918 года работал в Русском музее, в 1919—1949 — в Государственном Эрмитаже (руководил реэвакуацией коллекций Эрмитажа из Москвы, зам. директора 1920—1921, с 1931 года заведовал сарматской секцией археологического отдела). Одновременно сотрудничал в Государственной академии истории материальной культуры.
В 1939—1941, 1945—1952 годах преподавал в Ленинградском университете, профессор. В годы Великой Отечественной войны — в эвакуации в Ташкенте, работал в Институте истории и археологии АН Узбекской ССР.
Выезжал в научные экспедиции.

## Семья
Жена — Жанетта Андреевна Мацулевич (урожд. Вирениус; 1890—1973).

## Научные интересы
Специалист в области истории культуры и искусства Византии и всего Причерноморского региона в позднеантичный период.
Ранние работы относятся к изучению древней псково-новгородской архитектуры.
Совместно с В. А. Городцовым в июле 1928 года доследовал так называемые «суджанские клады», обнаруженные в 1918 и 1927 годах у деревни Большой Каменец Большесолдатского района Льговского округа Центрально-Чернозёмной области (ныне — в Оружейной палате Московского Кремля).
Последние годы жизни исследовал позднеантичные и раннесредневековые памятники Грузии.

## Публикации
- Храмы Детинца на неизданном плане Новгорода XVII в. // Сборник Новгородского общества любителей древностей. — Новг., 1910. — Вып. 3. — С. 1-11
- Знаменский собор в Новгороде // Сборник Новгородского общества любителей древностей. — Новг., 1911. — Вып. 5. — С. 1-4
- Церковь Успения Пресвятой Богородицы в с. Волотово близ Новгорода. — СПб., 1912. (Памятники древнерус. искусства; Вып. 4);
- О времени разрушения Борисоглебской ц. в Новгородском Детинце // Новгородская церковная старина: Тр. НЦАО. Новг., 1914. — Т. 1. — С. 185—188
- Временная выставка церковной старины: (Открыта 5 нояб. 1922 г.) / ГЭ. Пг., 1922;
- Выставка церковной старины в Эрмитаже. — Л., 1922
  - Выставка церковной старины в Эрмитаже // Среди коллекционеров, 1923. — № 1-2
- Византийские резные кости собр. М. П. Боткина: Памяти В. К. Мясоедова. 26.2.1916 г. // Сборник / ГЭ. Пб., 1923. — Вып. 2. — С. 43-72;
- Monuments disparus de Džumati // Byz. 1926. — Т. 2. — P. 77-108;
- Серебряная чаша из Керчи. — Л., 1926;
- Рельеф с цирковыми сценами в Эрмитаже // SK. 1928. — Сб. 2. — С. 139—148;
- Суджанские находки и очередные задачи краеведения // Известия Курского губернского общества краеведения. 1928. № 4-6;
- Византия и эпоха великого переселения народов: Кр. путев. / ГЭ. Л., 1929;
- Вyzantinisсhe Antike. B.; Lpz., 1929;
- Византийское серебро в России. 1932;
- Погребение варварского князя в Восточной Европе. Новые находки в верховье реки Суджи // Известия ГАИМК. Вып. 118. М. — Л., 1934;
- Никорцминда и ее место в культуре Грузии // Сб. Руставели: К 750-летию «Вепхисткаосани». Тб., 1938. — С. 31-68;
- Византийский антик и Прикамье. М., 1940.
- Кто был Каллисфен, названный в надписи, открытой в Керчи в 1894 г. // Советская археология. Т. 7. М. — Л., 1941;
- Открытие мозаичного пола в др. Пицунте // Вестник древней истории. 1956. — № 4. — С. 146—153
- Войсковой знак V в. // Византийский временник. Т. 16. М., 1959;
- Византийский антик и Прикамье // МИА. № 1. М., 1940;
- Аланская проблема и этногенез Средней Азии // Советская этнография. М. — Л., 1947. — № 6-7;
- Мозаики Бир-аль-Кута и Пицунды // Византийский временник. 1961. — Т. 19 (44). — С. 138—143.
- Чаша из Бартыма // Советская археология. 1962. — № 3.